# Ernstichthys
Ernstichthys — рід сомоподібних риб з підродини Hoplomyzontinae родини широкоголових сомів ряду. Має 3 види.

## Опис
Загальна довжина представників цього роду коливається від 3,5 до 6,7 см. Спостерігається статевий диморфізм: самиці більші за самців. Голова широка. Очі середнього розміру, близько розташовані до морди. Є 3 пари відносно довгих вусів. Тулуб короткий або подовжений і плаский. Спина горбиста. Спинний плавець високий, з короткою основою. Грудні плавці великі, сильно загнуті, серпоподібні, особливо 1 промінь, що являє собою жорсткий шип. Є 2 пари анально-реюристих пластин. Анальний плавець короткий. Жировий плавець крихітний. Хвостовий плавець невеличкий.
Голова і тулуб коричневі з різними відтінками, хвостове стебло сіро-рожевого кольору. На спині і з боків є 3-4 смуги. Черево білого або кремового забарвлення.

## Спосіб життя
Полюбляють прісні водойми, воліють до мулисто-піщаних ґрунтів. Активні переважно у присмерку або вночі. Вдень тримаються схованок біля дна. Живляться дрібними водними безхребетними.

## Розповсюдження
Поширені у басейні Амазонки та Оріноко.

## Види
- Ernstichthys anduzei
- Ernstichthys intonsus
- Ernstichthys megistus